# 1-Octen-3-ol
1-Octen-3-ol, también conocido como alcohol de setas, es un tipo de octanol producido en la respiración humana, el sudor y el tabaco y  que atrae a los insectos que pican, como los mosquitos. 
Se cree que el repelente de insectos DEET actúa bloqueando los odorantes receptores de octanol de los insectos. 1-octen-3-ol es un alcohol secundario derivado de 1-octeno. Existe en la forma de dos enantiómeros,  (R)-(–)-1-octen-3-ol y (S)-(+)-1-octen-3-ol.

## Presencia natural
Octenol es producido por varias plantas y hongos, incluyendo hongos comestibles y bálsamo de limón. Octenol se forma durante la descomposición por oxidación de ácido linoleico.
También es un defecto del vino, que se define como un aroma champiñón, que se producen en los vinos hechos con racimos de uva contaminada de podredumbre.

## Usos
Se utiliza octenol, a veces en combinación con el dióxido de carbono, para atraer a los insectos con el fin de matarlos con ciertos dispositivos electrónicos.
Su olor se ha descrito como el verde y mohoso o carne; se utiliza en ciertos perfumes. 

## Salud y seguridad
Octenol es aprobado por la Administración de Alimentos y Medicamentos de los Estados Unidos como un aditivo alimentario. Es de moderada toxicidad con una DL50 de 340 mg/kg.
En un estudio animal, octenol se ha encontrado que altera la homeostasis de la dopamina y puede ser un agente ambiental que participan en el parkinsonismo.